# Mlýn u Guthů
Mlýn u Guthů (Muchkovský, Kočkův) v Rokycanech na Plzeňském Předměstí je vodní mlýn, který stojí severozápadně od centra města na řece Klabava. Je chráněn jako nemovitá kulturní památka České republiky.

## Historie
Mlýn je připomínán ve druhé polovině 16. století. Roku 1877 byla stará mlýnice nahrazena novostavbou. V roce 1897 si mlýn od Vilemíny Jágrové pronajali zámečník Julius Guth z Brandýsa nad Labem a pražský obchodník se šicími stroji Julius Neumann, kteří areál adaptovali na výrobu železářského zboží.

## Popis
Jednopatrová, zděná omítaná budova mlýna stojí na nároží s hlavním průčelím situovaným k městu. Mezi dvěma okenními osami má symetricky umístěny dva oválné rámy s nástěnnou malbou, znázorňující svatého Josefa a svatého Floriána. V přízemí má plochou bosáž, patro je členěné lizénové rámy.
Vstupní dveře mlýna jsou ve štukovém rámu. Střední chodba je zaklenuta pruskými klenbami, místnosti vlevo a vpravo jsou křížově klenuté, patro je plochostropé.
Voda na vodní kolo vedla náhonem. Původně měl mlýn jednu Francisovu turbínu (hltnost 0,82 m³/s, spád 1,4 m, výkon 10,7 HP).